# Ludvig Holstein-Holsteinborg
Ludvig Henrik Karl Herman Holstein-Holsteinborg, född 18 juli 1815, död 28 april 1892, var en dansk greve och politiker (statsminister).
Ludvig blev greve 1836 och 1848 medlem av Roskildes ständerförsamling. Mellan 1856 och 1863 satt han i riksrådet.
Han var anhängare av novemberförfattningen och satt mellan 1866 och 1876, 1877 och 1881 samt mellan 1887 och 1889 i folketinget där han tillhörde mellempartiet. Mellan 1870 och 1874 var han statsminister.
Ludvig var även en av lanthushållningssällskapets presidenter (1866-1881) och president för den nordiska industri- och konstutställningen i Köpenhamn 1872.